# 센베이
센베이(일본어: 煎餅) 또는 전병 과자는 일본의 과자이다.

## 같이 보기
- 소카시